# NASCAR Sprint Cup Series 2015

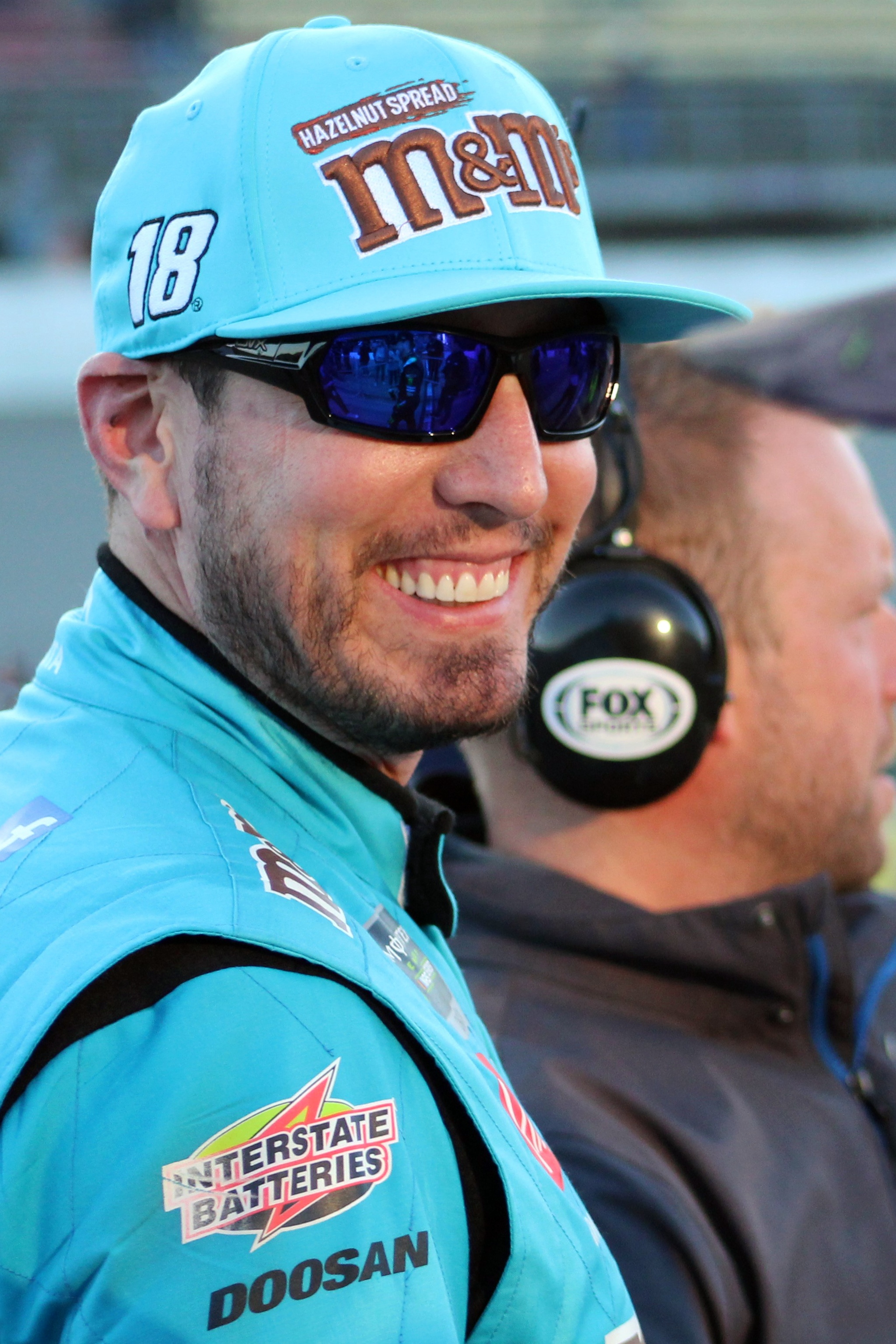
Kyle Busch, il campione della Sprint Cup Series 2015.

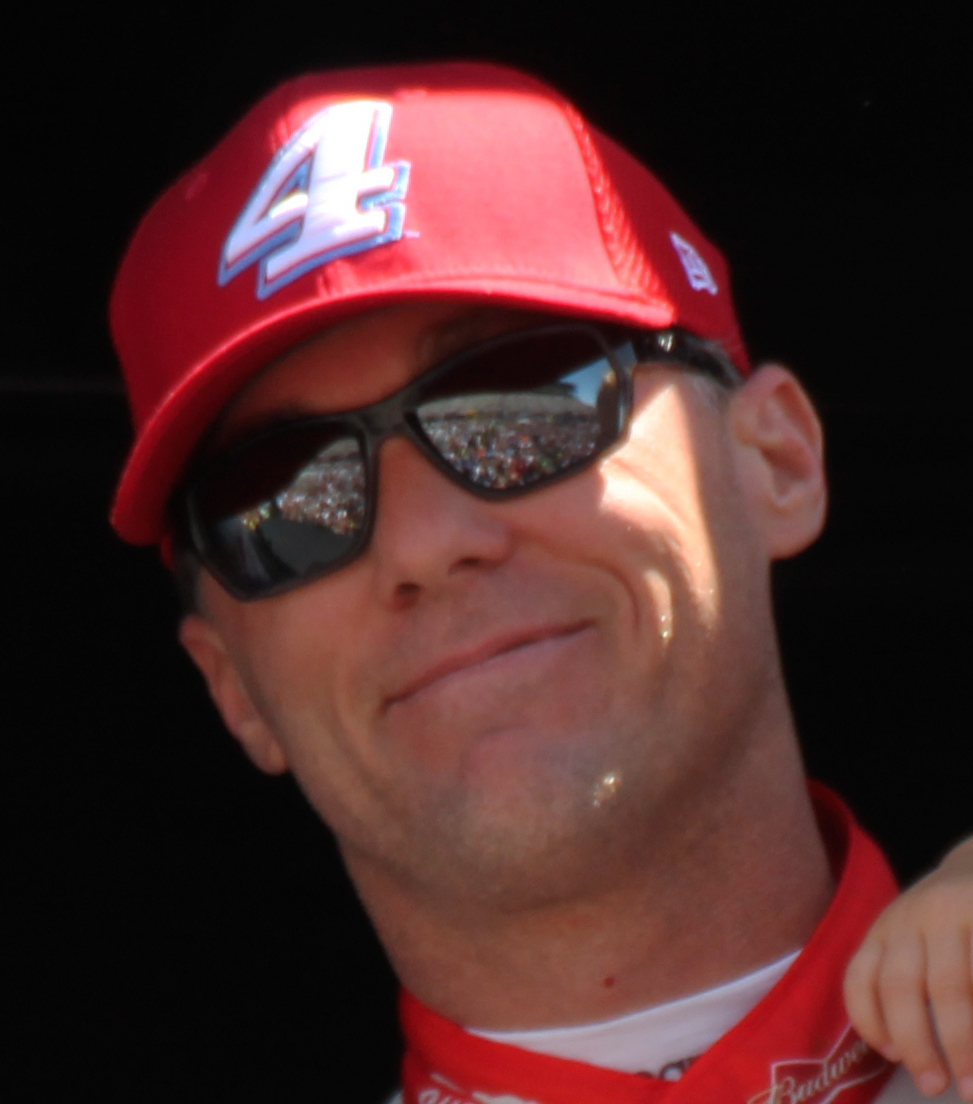
Kevin Harvick, il secondo classificato della Sprint Cup Series 2015.

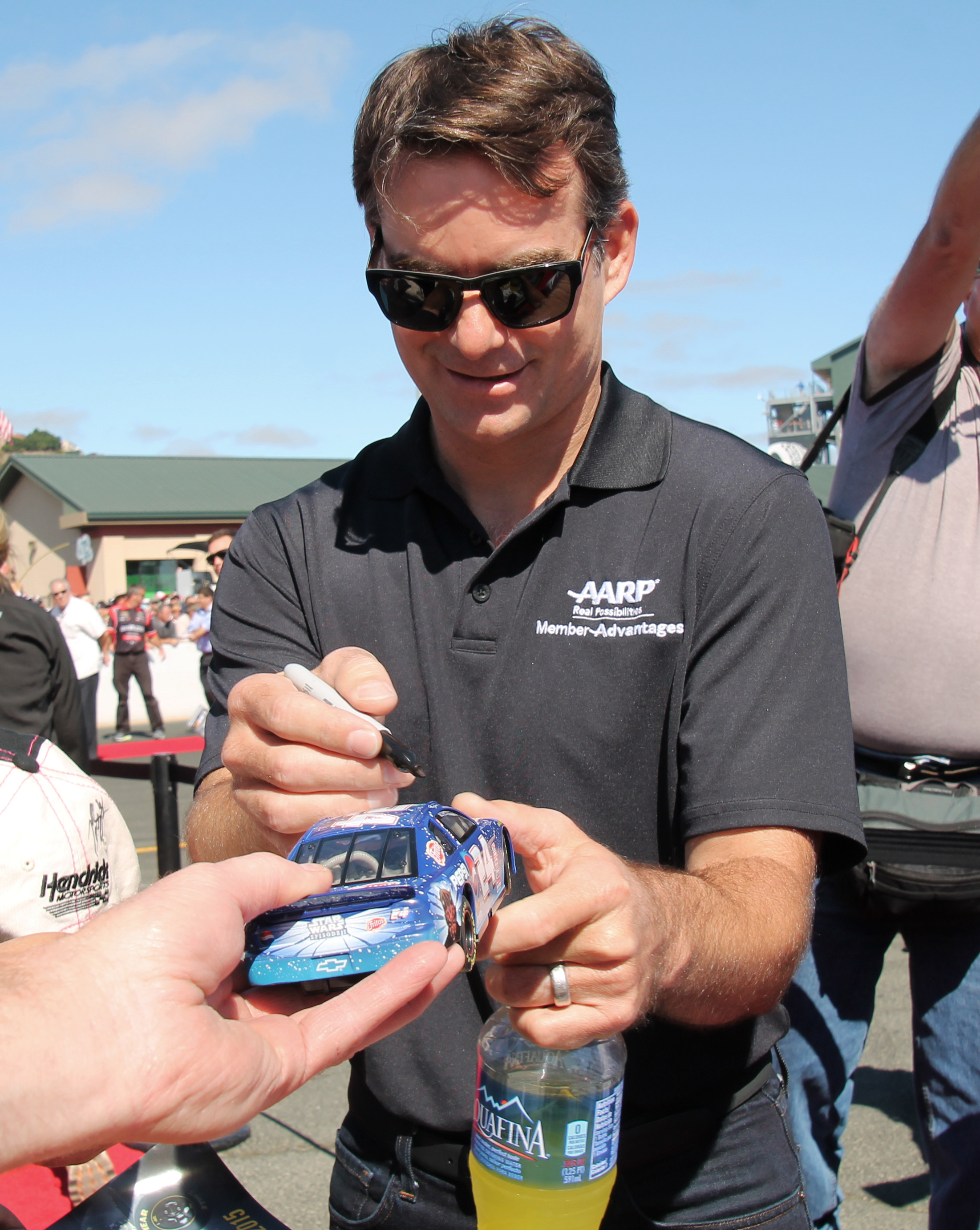
Jeff Gordon, che si è ritirato dalle corse a tempo pieno dopo la stagione, ha concluso al terzo posto a 5 punti da Kyle Busch.

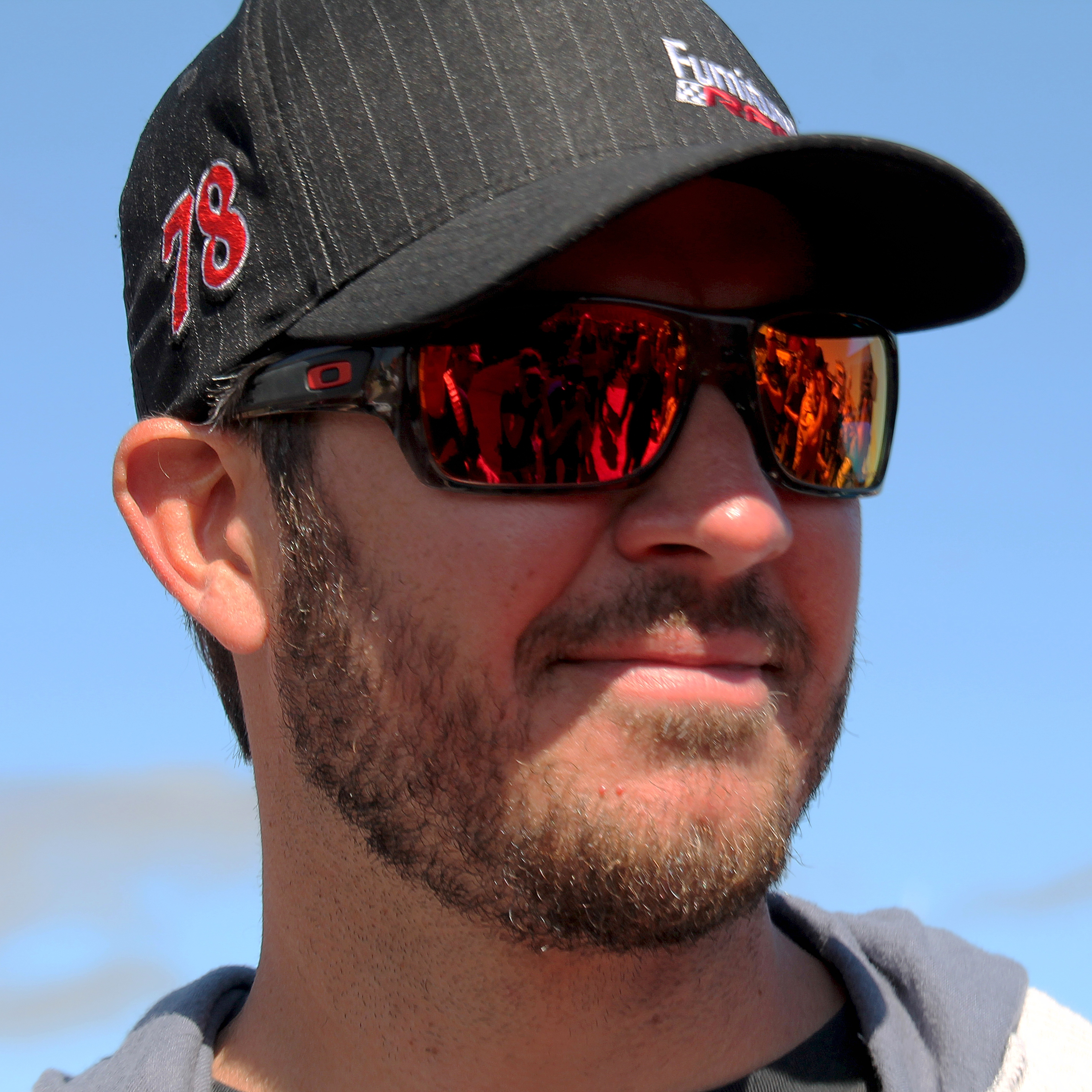
Martin Truex Jr., ha concluso al quarto posto a 11 punti da Kyle Busch.

La NASCAR Sprint Cup Series 2015 è stata la 67ª edizione del campionato professionale di stock car e la 44ª stagione dell'era moderna. Il campionato è cominciato il 14 febbraio con lo Sprint Unlimited per concludersi il 16 novembre con la Ford Ecoboost 400. Il campione in carica costruttori era Chevrolet mentre Kevin Harvick era il detentore del titolo piloti.

## Campionato
Il campionato è stato vinto da Kyle Busch mentre la Chevrolet ha vinto il campionato costruttori.

## Team e Piloti

### Programma completo
Erano 46
squadre a tempo pieno nel 2015.
| Costruttore                  | Team                                          | No. | Pilota                  | Capo squadra                                                                             |
| ---------------------------- | --------------------------------------------- | --- | ----------------------- | ---------------------------------------------------------------------------------------- |
| Chevrolet SS                 | Chip Ganassi Racing                           | 1   | Jamie McMurray          | Matt McCall                                                                              |
| Chevrolet SS                 | Chip Ganassi Racing                           | 42  | Kyle Larson 35          | Chris Heroy                                                                              |
| Chevrolet SS                 | Chip Ganassi Racing                           | 42  | Regan Smith 1           | Chris Heroy                                                                              |
| Chevrolet SS                 | Furniture Row Racing                          | 78  | Martin Truex Jr.        | Cole Pearn                                                                               |
| Chevrolet SS                 | Germain Racing                                | 13  | Casey Mears             | Bootie Barker                                                                            |
| Chevrolet SS                 | Hendrick Motorsports                          | 5   | Kasey Kahne             | Keith Rodden                                                                             |
| Chevrolet SS                 | Hendrick Motorsports                          | 24  | Jeff Gordon             | Alan Gustafson                                                                           |
| Chevrolet SS                 | Hendrick Motorsports                          | 48  | Jimmie Johnson          | Chad Knaus                                                                               |
| Chevrolet SS                 | Hendrick Motorsports                          | 88  | Dale Earnhardt Jr.      | Greg Ives                                                                                |
| Chevrolet SS                 | HScott Motorsports                            | 46  | Michael Annett          | Jay Guy                                                                                  |
| Chevrolet SS                 | HScott Motorsports                            | 51  | Justin Allgaier         | Steve Addington                                                                          |
| Chevrolet SS                 | JTG Daugherty Racing                          | 47  | A. J. Allmendinger      | Brian Burns                                                                              |
| Chevrolet SS                 | Richard Childress Racing                      | 3   | Austin Dillon           | Gil Martin 15 Slugger Labbe 21                                                           |
| Chevrolet SS                 | Richard Childress Racing                      | 27  | Paul Menard             | Justin Alexander                                                                         |
| Chevrolet SS                 | Richard Childress Racing                      | 31  | Ryan Newman             | Luke Lambert 30 Todd Parrott 6                                                           |
| Chevrolet SS                 | Richard Childress Racing                      | 33  | Ty Dillon 5             | Todd Parrott 9 Mike Chance 1 Slugger Labbe 6 Pat Tryson 6 Gil Martin 1 Paul Clapprood 13 |
| Chevrolet SS                 | Richard Childress Racing                      | 33  | Brian Scott 10          | Todd Parrott 9 Mike Chance 1 Slugger Labbe 6 Pat Tryson 6 Gil Martin 1 Paul Clapprood 13 |
| Chevrolet SS                 | Hillman-Circle Sport LLC                      | 33  | Michael Annett 1        | Todd Parrott 9 Mike Chance 1 Slugger Labbe 6 Pat Tryson 6 Gil Martin 1 Paul Clapprood 13 |
| Chevrolet SS                 | Hillman-Circle Sport LLC                      | 33  | Alex Kennedy (R) 13     | Todd Parrott 9 Mike Chance 1 Slugger Labbe 6 Pat Tryson 6 Gil Martin 1 Paul Clapprood 13 |
| Chevrolet SS                 | Hillman-Circle Sport LLC                      | 33  | Derek White 1           | Todd Parrott 9 Mike Chance 1 Slugger Labbe 6 Pat Tryson 6 Gil Martin 1 Paul Clapprood 13 |
| Chevrolet SS                 | Hillman-Circle Sport LLC                      | 33  | Travis Kvapil 2         | Todd Parrott 9 Mike Chance 1 Slugger Labbe 6 Pat Tryson 6 Gil Martin 1 Paul Clapprood 13 |
| Chevrolet SS                 | Hillman-Circle Sport LLC                      | 33  | Mike Bliss 2            | Todd Parrott 9 Mike Chance 1 Slugger Labbe 6 Pat Tryson 6 Gil Martin 1 Paul Clapprood 13 |
| Chevrolet SS                 | Hillman-Circle Sport LLC                      | 33  | B. J. McLeod 1          | Todd Parrott 9 Mike Chance 1 Slugger Labbe 6 Pat Tryson 6 Gil Martin 1 Paul Clapprood 13 |
| Chevrolet SS                 | Hillman-Circle Sport LLC                      | 33  | Ryan Ellis 1            | Todd Parrott 9 Mike Chance 1 Slugger Labbe 6 Pat Tryson 6 Gil Martin 1 Paul Clapprood 13 |
| Chevrolet SS                 | Hillman-Circle Sport LLC                      | 40  | Landon Cassill          | Mark Hillman                                                                             |
| Chevrolet SS                 | Stewart-Haas Racing                           | 4   | Kevin Harvick           | Rodney Childers                                                                          |
| Chevrolet SS                 | Stewart-Haas Racing                           | 10  | Danica Patrick          | Daniel Knost                                                                             |
| Chevrolet SS                 | Stewart-Haas Racing                           | 14  | Tony Stewart            | Chad Johnston                                                                            |
| Chevrolet SS                 | Stewart-Haas Racing                           | 41  | Regan Smith 3           | Tony Gibson                                                                              |
| Chevrolet SS                 | Stewart-Haas Racing                           | 41  | Kurt Busch 33           | Tony Gibson                                                                              |
| Chevrolet SS                 | Tommy Baldwin Racing                          | 7   | Alex Bowman             | Kevin Manion 10 Tommy Baldwin Jr. 26                                                     |
| Ford Fusion                  | Front Row Motorsports                         | 34  | David Ragan 1           | Derrick Finley                                                                           |
| Ford Fusion                  | Front Row Motorsports                         | 34  | Joe Nemechek 1          | Derrick Finley                                                                           |
| Ford Fusion                  | Front Row Motorsports                         | 34  | Brett Moffitt (R) 25    | Derrick Finley                                                                           |
| Ford Fusion                  | Front Row Motorsports                         | 34  | Chris Buescher 6        | Derrick Finley                                                                           |
| Ford Fusion                  | Front Row Motorsports                         | 34  | Reed Sorenson 1         | Derrick Finley                                                                           |
| Ford Fusion                  | Front Row Motorsports                         | 34  | Justin Marks 1          | Derrick Finley                                                                           |
| Ford Fusion                  | Front Row Motorsports                         | 34  | Josh Wise 1             | Derrick Finley                                                                           |
| Ford Fusion                  | Front Row Motorsports                         | 35  | Cole Whitt              | Randy Cox                                                                                |
| Ford Fusion                  | Front Row Motorsports                         | 38  | David Gilliland         | Donnie Wingo                                                                             |
| Ford Fusion                  | Go FAS Racing                                 | 32  | Bobby Labonte 4         | Clinton Cram                                                                             |
| Ford Fusion                  | Go FAS Racing                                 | 32  | Mike Bliss 10           | Clinton Cram                                                                             |
| Ford Fusion                  | Go FAS Racing                                 | 32  | Joey Gase 4             | Clinton Cram                                                                             |
| Ford Fusion                  | Go FAS Racing                                 | 32  | Travis Kvapil 2         | Clinton Cram                                                                             |
| Ford Fusion                  | Go FAS Racing                                 | 32  | Boris Said 2            | Clinton Cram                                                                             |
| Ford Fusion                  | Go FAS Racing                                 | 32  | Will Kimmel 2           | Clinton Cram                                                                             |
| Ford Fusion                  | Go FAS Racing                                 | 32  | Eddie MacDonald 1       | Clinton Cram                                                                             |
| Ford Fusion                  | Go FAS Racing                                 | 32  | Josh Wise 8             | Clinton Cram                                                                             |
| Ford Fusion                  | Go FAS Racing                                 | 32  | Jeffrey Earnhardt 2     | Clinton Cram                                                                             |
| Ford Fusion                  | Go FAS Racing                                 | 32  | Kyle Fowler 1           | Clinton Cram                                                                             |
| Ford Fusion                  | Richard Petty Motorsports                     | 9   | Sam Hornish Jr.         | Drew Blickensderfer 10 Kevin Manion 26                                                   |
| Ford Fusion                  | Richard Petty Motorsports                     | 43  | Aric Almirola           | Trent Owens                                                                              |
| Ford Fusion                  | Roush Fenway Racing                           | 6   | Trevor Bayne            | Bob Osborne                                                                              |
| Ford Fusion                  | Roush Fenway Racing                           | 16  | Greg Biffle             | Matt Puccia                                                                              |
| Ford Fusion                  | Roush Fenway Racing                           | 17  | Ricky Stenhouse Jr.     | Nick Sandler                                                                             |
| Ford Fusion                  | Team Penske                                   | 2   | Brad Keselowski         | Paul Wolfe                                                                               |
| Ford Fusion                  | Team Penske                                   | 22  | Joey Logano             | Todd Gordon                                                                              |
| Toyota Camry                 | BK Racing                                     | 23  | J. J. Yeley 24          | Joe Williams35 Patrick Donahue1                                                          |
| Toyota Camry                 | BK Racing                                     | 23  | Jeb Burton 12 (R)       | Joe Williams35 Patrick Donahue1                                                          |
| Toyota Camry                 | BK Racing                                     | 26  | Jeb Burton 24 (R)       | Patrick Donahue35 Joe Williams 1                                                         |
| Toyota Camry                 | BK Racing                                     | 26  | J. J. Yeley 11          | Patrick Donahue35 Joe Williams 1                                                         |
| Toyota Camry                 | BK Racing                                     | 26  | Josh Wise 1             | Patrick Donahue35 Joe Williams 1                                                         |
| Toyota Camry                 | BK Racing                                     | 83  | Johnny Sauter 1         | Doug Richert 28 Gene Nead 8                                                              |
| Toyota Camry                 | BK Racing                                     | 83  | Matt DiBenedetto (R) 35 | Doug Richert 28 Gene Nead 8                                                              |
| Toyota Camry                 | Joe Gibbs Racing                              | 11  | Denny Hamlin            | Dave Rogers                                                                              |
| Toyota Camry                 | Joe Gibbs Racing                              | 18  | Matt Crafton 1          | Adam Stevens                                                                             |
| Toyota Camry                 | Joe Gibbs Racing                              | 18  | David Ragan 9           | Adam Stevens                                                                             |
| Toyota Camry                 | Joe Gibbs Racing                              | 18  | Erik Jones 1            | Adam Stevens                                                                             |
| Toyota Camry                 | Joe Gibbs Racing                              | 18  | Kyle Busch 25           | Adam Stevens                                                                             |
| Toyota Camry                 | Joe Gibbs Racing                              | 19  | Carl Edwards            | Darian Grubb                                                                             |
| Toyota Camry                 | Joe Gibbs Racing                              | 20  | Matt Kenseth 34         | Jason Ratcliff                                                                           |
| Toyota Camry                 | Joe Gibbs Racing                              | 20  | Erik Jones 2            | Jason Ratcliff                                                                           |
| Toyota Camry                 | Michael Waltrip Racing                        | 15  | Clint Bowyer            | Brian Pattie 16 Billy Scott 18 Dax Gerringer 2                                           |
| Toyota Camry                 | Michael Waltrip Racing                        | 55  | Michael Waltrip 2       | Billy Scott 15 Brian Pattie 20 Dax Gerringer 1                                           |
| Toyota Camry                 | Michael Waltrip Racing                        | 55  | Brett Moffitt (R) 6     | Billy Scott 15 Brian Pattie 20 Dax Gerringer 1                                           |
| Toyota Camry                 | Michael Waltrip Racing                        | 55  | Brian Vickers 2         | Billy Scott 15 Brian Pattie 20 Dax Gerringer 1                                           |
| Toyota Camry                 | Michael Waltrip Racing                        | 55  | David Ragan 26          | Billy Scott 15 Brian Pattie 20 Dax Gerringer 1                                           |
| Chevrolet 7 Ford 28          | Phil Parsons Racing 11 Premium Motorsports 24 | 98  | Josh Wise 18            | Gene Nead 20 Jay Robinson 1 Scott Eggleston 4 Zach McGowan10                             |
| Chevrolet 7 Ford 28          | Phil Parsons Racing 11 Premium Motorsports 24 | 98  | Timmy Hill 6            | Gene Nead 20 Jay Robinson 1 Scott Eggleston 4 Zach McGowan10                             |
| Chevrolet 7 Ford 28          | Phil Parsons Racing 11 Premium Motorsports 24 | 98  | Reed Sorenson 5         | Gene Nead 20 Jay Robinson 1 Scott Eggleston 4 Zach McGowan10                             |
| Chevrolet 7 Ford 28          | Phil Parsons Racing 11 Premium Motorsports 24 | 98  | T. J. Bell 1            | Gene Nead 20 Jay Robinson 1 Scott Eggleston 4 Zach McGowan10                             |
| Chevrolet 7 Ford 28          | Phil Parsons Racing 11 Premium Motorsports 24 | 98  | Ryan Preece 5           | Gene Nead 20 Jay Robinson 1 Scott Eggleston 4 Zach McGowan10                             |
| Chevrolet 30 Ford 4 Toyota 2 | Premium Motorsports                           | 62  | Brian Scott 1           | Slugger Labbe 1 Zach McGowan 7 Scott Eggleston 14 Wayne Carroll 14                       |
| Chevrolet 30 Ford 4 Toyota 2 | Premium Motorsports                           | 62  | Brendan Gaughan 16      | Slugger Labbe 1 Zach McGowan 7 Scott Eggleston 14 Wayne Carroll 14                       |
| Chevrolet 30 Ford 4 Toyota 2 | Premium Motorsports                           | 62  | Reed Sorenson 8         | Slugger Labbe 1 Zach McGowan 7 Scott Eggleston 14 Wayne Carroll 14                       |
| Chevrolet 30 Ford 4 Toyota 2 | Premium Motorsports                           | 62  | Timmy Hill 10           | Slugger Labbe 1 Zach McGowan 7 Scott Eggleston 14 Wayne Carroll 14                       |
| Chevrolet 30 Ford 4 Toyota 2 | Premium Motorsports                           | 62  | T. J. Bell 1            | Slugger Labbe 1 Zach McGowan 7 Scott Eggleston 14 Wayne Carroll 14                       |

### Programma limitato
| Costruttore         | Team                     | No.              | Pilota           | Capo squadra                   | Gare |
| ------------------- | ------------------------ | ---------------- | ---------------- | ------------------------------ | ---- |
| Chevrolet SS        | Hendrick Motorsports     | 25               | Chase Elliott    | Kenny Francis                  | 5    |
| Chevrolet SS        | Hillman-Circle Sport LLC | 39               | Travis Kvapil    | Mike Chance                    | 2    |
| Chevrolet SS        | Team XTREME Racing       | 44               | Reed Sorenson    | Peter Sospenzo                 | 1    |
| Chevrolet SS        | Team XTREME Racing       | 44               | Travis Kvapil    | Peter Sospenzo                 | 3    |
| Chevrolet SS        | The Motorsports Group    | 30               | Ron Hornaday Jr. | Pat Tryson 2 Dave Fuge 11      | 4    |
| Chevrolet SS        | The Motorsports Group    | 30               | Jeff Green       | Pat Tryson 2 Dave Fuge 11      | 3    |
| Chevrolet SS        | The Motorsports Group    | 30               | Travis Kvapil    | Pat Tryson 2 Dave Fuge 11      | 5    |
| Chevrolet SS        | The Motorsports Group    | 30               | Josh Wise        | Pat Tryson 2 Dave Fuge 11      | 1    |
| Ford Fusion         | Leavine Family Racing    | 95               | Michael McDowell | Wally Rogers 14 Kevin Walter 6 | 20   |
| Ford Fusion         | Wood Brothers Racing     | 21               | Ryan Blaney      | Jeremy Bullins                 | 19   |
| Toyota Camry        |                          |                  |                  |                                |      |
| RAB Racing          | 29                       | Justin Marks     | Matthew Lucas    | 1                              |      |
| RAB Racing          | 29                       | Reed Sorenson    | Matthew Lucas    | 3                              |      |
| Premium Motorsports | 66                       | Mike Wallace     | Scott Eggleston  | 1                              |      |
| Premium Motorsports | 66                       | Mike Wallace     | Scott Eggleston  | Chevrolet SS                   | 2    |
| Premium Motorsports | 66                       | Tanner Berryhill | Scott Eggleston  | Chevrolet SS                   | 1    |